# Distretto di Kamihei
Il distretto di Kamihei (上閉伊郡, Kamihei-gun?) è uno dei distretti della prefettura di Iwate, in Giappone.
Fa parte del distretto solo il comune di Ōtsuchi.
| Controllo di autorità | VIAF (EN) 256244424 · NDL (EN, JA) 00637399 |